# Zdroje (powiat brodnicki)
Zdroje – wieś położona w odległości 15 km na wschód od Brodnicy, w południowej części sołectwa Bartniczka, przy drodze z Bartniczki do Górzna. Typ układu osadniczego: przydrożnica. Wieś w Polsce położona w województwie kujawsko-pomorskim, w powiecie brodnickim, w gminie Bartniczka.

## Podział administracyjny
W latach 1975–1998 miejscowość administracyjnie należała do województwa toruńskiego.

## Historia
Po raz pierwszy nazwa Zdroje występuje w wizytacji kościelnej z 1738 r. W 1773 r. było tu 7 gospodarzy na 6 włókach. W 1789 r. występuje jako wieś królewska z 9 dymami. W 1807 r. na 136 ha gospodarzyło 17 dzierżawców.

## Demografia
W 1885 r. składała się z 16 budynków i 83 mieszkańców; w 1910 r. - 19 budynków, 109 mieszkańców i 136 ha. W 1921 r. liczyła 21 budynków i 101 mieszkańców. W roku 1988 liczyła 231 mieszkańców, w roku 2002 - 103 osób, w roku 2009 - 113 osób, w marcu 2011 - 105 osób.